# Samuel Wåhlin
Lars Samuel Christian Wåhlin, född den 13 januari 1867 i Lunds landsförsamling, Malmöhus län, död den 28 augusti 1934 i Lidingö, var en svensk jurist. Han var son till Carl Ludvig Wåhlin, far till Ejnar Wåhlin, bror till Karl och Theodor Wåhlin samt kusin till Lars Wåhlin.
Wåhlin avlade  juris utriusque kandidatexamen vid Lunds universitet 1891 och genomförde tingstjänstgöring i Östbo och Västbo domsaga 1891–1895. Han blev amanuens i ecklesiastikdepartementet 1896–1904, aktuarie och registrator i kammarrätten 1904, tillförordnad sekreterare där 1907, advokatfiskal där samma år och kammarrättsråd 1909. Wåhlin blev riddare av Nordstjärneorden 1912 och kommendör av andra klassen av samma orden 1925. Han vilar på Lidingö kyrkogård.